# Buteo regalis
La poiana ferruginosa (Buteo regalis, Gray 1844) è un uccello della famiglia degli Accipitridi dell'ordine degli Accipitriformi.
È lungo circa 46 cm con 120 cm circa di apertura alare. Nidifica in media altezza ed
il suo nido ha un diametro di circa 80 cm. Ha un areale di Distribuzione comprendente la parte meridionale delle Montagne Rocciose e la parte settentrionale del Messico